# Betrachtung (Kafka)
Betrachtung ist ein Sammelband mit 18 meist kurzen Prosatexten von Franz Kafka, der Ende 1912 erschienen ist. Es war Kafkas erstes veröffentlichtes Buch und wurde – mit der Jahreszahl 1913 – im damals jungen Rowohlt-Verlag verlegt. Der kleine Sammelband trägt die Widmung Kafkas „Für M. B.“, also für den Freund Max Brod.
Bereits 1908 waren acht der Prosastücke mit dem Obertitel Betrachtung in der Zeitschrift Hyperion (Erstes Heft, S. 91–94, erschienen im Hans von Weber Verlag, München; im Inhaltsverzeichnis allerdings als "Betrachtungen" bezeichnet), herausgegeben von Franz Blei, veröffentlicht worden. Dabei handelte es sich um einfachere Varianten gegenüber den späteren Drucken. Kafka war der einzige bis dahin noch unbekannte Autor dieses Hefts. Weitere Einzelveröffentlichungen folgten dann 1910 in der Zeitschrift Bohemia.
Die kaum zu überschätzende literaturgeschichtliche Bedeutung und Wertschätzung dieser Erstveröffentlichung als Buch zeigt sich u. a. daran, dass – auch noch in jüngerer Zeit, zuletzt 2016 – eine Vielzahl von Sonderausgaben erschienen sind, illustrierte und zum Teil höchst aufwendig gestaltete Vorzugs- und Suitenausgaben etwa der Bear Press Wolfram Benda.

## Inhalt

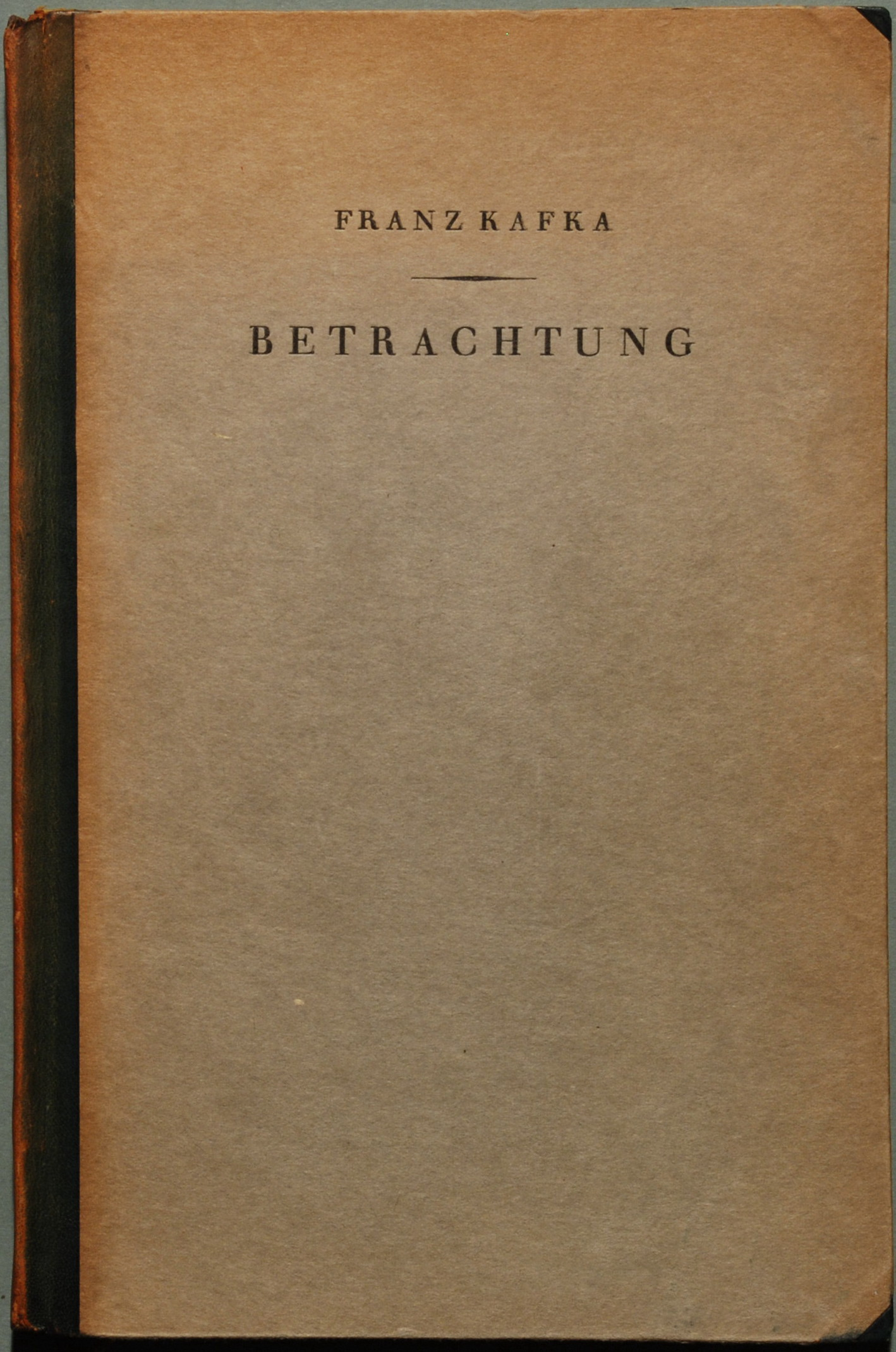
Verlagseinband des Erstdrucks 1912

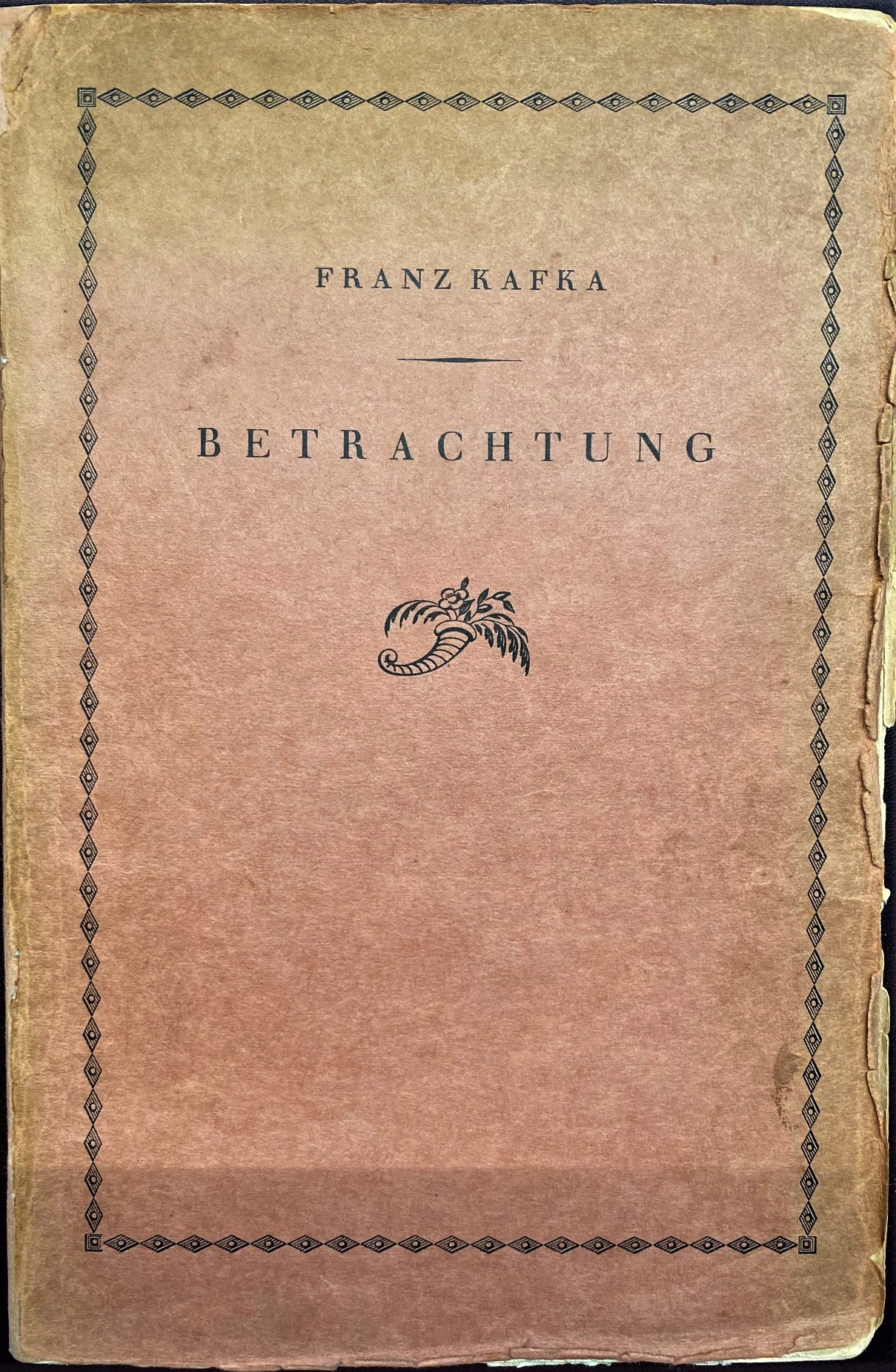
Die broschierte Ausgabe der Erstauflage

In Betrachtung werden Themen dargestellt, die Kafka auch im Weiteren immer wieder aufgriff, nämlich jugendliche Geselligkeit, zwischenmenschliche Abgrenzung, Junggeselleneinsamkeit und die Mühen des Kaufmannsdaseins.
Der Sammelband umfasst im Einzelnen folgende Erzählungen:
- Kinder auf der Landstraße
- Entlarvung eines Bauernfängers
- Der plötzliche Spaziergang
- Entschlüsse
- Der Ausflug ins Gebirge
- Das Unglück des Junggesellen
- Der Kaufmann
- Zerstreutes Hinausschaun
- Der Nachhauseweg
- Die Vorüberlaufenden
- Der Fahrgast
- Kleider
- Die Abweisung
- Zum Nachdenken für Herrenreiter
- Das Gassenfenster
- Wunsch, Indianer zu werden
- Die Bäume
- Unglücklichsein

## Erzählweise
Von den 18 Stücken beschäftigen sich acht mit der Position des voyeuristischen Betrachters. Der Kritiker Paul Friedrich spricht in dem Zusammenhang von „Kafkas Junggesellenkunst“. Es werden Lebensverfehlungen dargestellt, denn Kafkas Helden bleiben einer bürgerlichen Alltagswelt verhaftet, ohne deren Kriterien erfüllen zu können.
Die Texte sind vom filmischen Sehen bestimmt; sie übertragen die Möglichkeiten des neuen Mediums zunächst nur auf Kurzsequenzen. Kafka erzählt mit Hilfe des kinomathographischen Verfahrens keine geschlossenen Geschichten, sondern bietet experimentelle Sequenzen, in denen Bewegungsbilder, Lichteffekte und Momentaufnahmen die Vielfalt der erzählerischen Darstellung erweitern und ergänzen.

Max Brod schreibt in einem (nicht publizierten) Brief vom 27. November 1953 über die Herkunft der Stücke: 

„Ihre Begeisterung für Kafkas ‚Betrachtung‘ teile ich in vollem Maße. Kafka hat diese Prosastücke auf meine Bitte aus seinem Tagebuch ausgewählt. Sie schienen ihm also gewiß wertvoll. An besondere Bemerkungen über sie, die er gemacht hätte, kann ich mich nicht erinnern. Einiges darüber steht im (schon publizierten) ‚Tagebuch‘.“

## Rezeption
- v. Jagow (S. 403): „Die 18 teils sehr kleinen in diesem Band vereinten Texte kreisen um das Motiv der Flucht vor dem Du, einer Gemeinschaft oder der Familie, dem Komplex des Sich-auf-den-Weg-Machens; sie inszenieren Blicke auf Körper, Mädchen, Kinder und auch auf das Selbst. In ihnen sind Strukturen zu erkennen, die sich im Werk Kafkas wiederholen, die fortgesponnen werden …“

## Ausgaben

### Sonderausgaben
- Betrachtung. Mit 18 Steinzeichnungen von Hermann Naumann, Vorzugsausgabe von 125 vom Künstler datierten, mit Nr. 1–125 nummerierten und signierten Lithographien "Die Abweisung", Verlag Philipp Reclam jun., Leipzig 1986
- Betrachtung. Mit 18 Steinzeichnungen von Hermann Naumann, Vorzugsausgabe von 75 vom Künstler datierten, mit Nr. 126–200 numnmerierten und signierten Lithographien "Die Abweisung", Lizenzausgabe der Büchergilde Gutenberg, Frankfurt am Main - Olten - Wien o. J. [1988]
- Betrachtung. Dazu drei Eintragungen aus den Tagebüchern. 32 S., 5 Bl. Mit Original-Farbradierungen von Roswitha Quadflieg, Von der Künstlerin signierte und mit Nr. 1–40 nummerierte Vorzugsausgabe mit einer Extrasuite mit 5 von der Künstlerin signierten und mit Nr. 1–40 nummerierten Original-Farbradierungen. Blindgeprägter schwarzer Original-Kalbslederband mit grauen Seiden-Vorsätzen (von Christian Zwang) im Original-Schuber, Raamin-Presse, Hamburg 1990, Druckvermerk ebenfalls von der Künstlerin signiert
- Betrachtung. Dazu drei Eintragungen aus den Tagebüchern. 32 S., 5 Bl. Mit Original-Farbradierungen von Roswhitha Quadflieg. Von der Künstlerin signiert und mit Nr. 41–175 nummerierte Exemplare mit blindgeprägter schwarzer Original-Kalbslederband mit grauen Seiden-Vorsätzen (von Christian Zwang) im Original-Schuber, Raamin-Presse, Hamburg 1990, Druckvermerk ebenfalls von der Künstlerin signiert
- Betrachtung. Die graphischen Bücher / Erstlingswerke deutscher Autoren des 20. Jahrhunderts, Band 4, Faber & Faber SYSIPHOS-PRESSE, Berlin und Leipzig 1994, mit 13 Originalholzrissen von Franz Hitzler, Vorzugsausgabe mit einem vom Künstler signierten und von Nr. 1–100 nummerierten Doppelblatt mit zwei Originalholzrissen
- Betrachtung. Die graphischen Bücher / Erstlingswerke deutscher Autoren des 20. Jahrhunderts, Band 4, Faber & Faber SYSIPHOS-PRESSE, Berlin und Leipzig 1994, mit 13 Originalholzrissen von Franz Hitzler
- Betrachtung. Reprint der Erstauflage, S. Fischer Verlag, Frankfurt am Main 1994, limitierte Auflage von 800 Exemplaren, im Schuber mit einem Essay von Jürgen Born, Das Ereignis eines Buches, Anmerkungen zu Franz Kafkas `Betrachtung´, S. Fischer Verlag, Frankfurt am Main 1994
- Betrachtung. Faksimilenachdruck der Erstausgabe des Buchdrucks von 1913, hg. und eingeleitet von Roland Reuß, hg. von Roland Reuß & Peter Staengle, Stroemfeld Verlag, Frankfurt am Main und Basel 2013
- Betrachtung. Mit 18 Radierungen von Jan Peter Tripp und einem Nachwort von Günter Kunert:
  - Edition de Tete: Exemplare Nr. 26–120, dunkelbraunes Halbleder im Schuber, The Bear Press, Bamberg 2014,  vom Künstler und von Kunert im Impressum signiert
  - Vorzugsausgabe mit einer zusätzlichen Radierung: Exemplare Nr. 1–25, schwarzes Kalbsleder mit farbigen Lederintarsien, The Bear Press, Bamberg 2014, vom Künstler und von Kunert im Impressum signiert
  - Luxusausgabe mit 19 Radierungen und einem signierten Gemälde: Exemplare Nr. I-XII, graues Pergament, The Bear Press, Bamberg 2014, vom Künstler und von Kunert im Impressum signiert
  - Suitenausgabe mit 19 einzeln signierten Radierungen in Kassette: Exemplare Nr. 1–20,  The Bear Press, Bamberg 2016

### Normalausgaben
- Franz Kafka: Sämtliche Erzählungen. Herausgegeben von Paul Raabe. Fischer-Taschenbuch-Verlag, Frankfurt am Main und Hamburg 1970, ISBN 3-596-21078-X.
- Franz Kafka: Drucke zu Lebzeiten. Herausgegeben von Wolf Kittler, Hans-Gerd Koch und Gerhard Neumann. Fischer Verlag, Frankfurt am Main 1996, ISBN 3-10-038152-1, S. 7–40.
- Franz Kafka: Die Erzählungen. Herausgegeben von Roger Hermes. Fischer Verlag, Frankfurt am Main 1997, ISBN 3-596-13270-3.
- Franz Kafka: Sämtliche Werke. Mit einem Nachwort von Peter Höfle. Suhrkamp Verlag, Frankfurt am Main 2008, ISBN 978-3-518-42001-0.

## Bibliographie
Ludwig Dietz, Franz Kafka. Die Veröffentlichungen zu seinen Lebzeiten [1908–1924]. Eine textkritische und kommentierte Bibliographie, Lothar Stiehm Verlag, Heidelberg 1982:
- zur Veröffentlichung in Hyperion: S. 25–27
- zur Veröffentlichung in Bohemia: S. 32
- zur Buchveröffentlichung: S. 38–43.

## Sekundärliteratur
- Joachim Unseld: Franz Kafka. Ein Schriftstellerleben. Carl Hanser Verlag, München 1982, ISBN 3-446-13568-5.
- Peter-André Alt: Franz Kafka: Der ewige Sohn. Eine Biographie. C.H. Beck Verlag, München 2005, ISBN 3-406-53441-4.
- Oliver Jahraus: Kafka. Leben, Schreiben, Machtapparate. Verlag Philipp Reclam jun., Stuttgart 2006, ISBN 978-3-15-010616-7.
- Bettina von Jagow und Oliver Jahraus (Hrsg.): Kafka-Handbuch Leben – Werk – Wirkung.  Verlagsgruppe Vandenhoeck & Ruprecht, Göttingen 2008, ISBN 978-3-525-20852-6.
- Klaus Wagenbach: Franz Kafka Bilder aus seinem Leben. Wagenbach Verlag, Berlin 2008, ISBN 978-3-8031-3625-1.
- Peter-André Alt: Kafka und der Film. C.H. Beck Verlag, München 2009, ISBN 978-3-406-58748-1.
- Barbara Neymeyr: Betrachtung. In: Manfred Engel, Bernd Auerochs (Hrsg.): Kafka-Handbuch. Leben – Werk – Wirkung. Metzler, Stuttgart und Weimar 2010, ISBN 978-3-476-02167-0, S. 111–126.
- Marcel Krings: Franz Kafka: 'Beschreibung eines Kampfes' und 'Betrachtung'. Frühwerk – Freiheit – Literatur. Universitätsverlag Winter, Heidelberg 2018, ISBN 978-3-8253-6905-7.